# Mistrovství světa v rychlobruslení juniorů 2004
Mistrovství světa v rychlobruslení juniorů 2004 se konalo od 20. do 22. února 2004 na otevřené rychlobruslařské dráze v americkém Roseville. Celkově se jednalo o 33. světový šampionát pro chlapce a 32. pro dívky. Českou výpravu tvořila Martina Sáblíková.
| Program                                                 | Program                                                     | Program                           |
| ------------------------------------------------------- | ----------------------------------------------------------- | --------------------------------- |
| 20. února                                               | 21. února                                                   | 22. února                         |
| 500 m dívky 500 m chlapci 1 500 m dívky 3 000 m chlapci | 1 000 m dívky 1 500 m chlapci 3 000 m dívky 5 000 m chlapci | družstva dívky1 družstva chlapci1 |

1 závody, které se nezapočítávaly do víceboje

## Chlapci
| Pořadí | Jméno                 | Země        | Celkový čas |
| ------ | --------------------- | ----------- | ----------- |
| 1.     | Juja Sakai            | Japonsko    | 37,98       |
| 2.     | Matteo Anesi          | Itálie      | 38,30       |
| 3.     | I Čin-wu              | Jižní Korea | 38,38       |
| 4.     | Jasujuki Iijama       | Japonsko    | 38,40       |
| 5.     | Dustin Johnston       | Kanada      | 38,41       |
| 6.     | Alessandro Magnabosco | Itálie      | 38,42       |
| 7.     | Jo Sang-jop           | Jižní Korea | 38,50       |
| 8.     | Denny Morrison        | Kanada      | 38,57       |
| 9.     | Frank Steiner         | Německo     | 38,58       |
| 10.    | I Čong-wu             | Jižní Korea | 38,60       |

| Pořadí | Jméno               | Země        | Celkový čas |
| ------ | ------------------- | ----------- | ----------- |
| 1.     | Justin Warsylewicz  | Kanada      | 4:02,18     |
| 2.     | Sven Kramer         | Nizozemsko  | 4:03,77     |
| 3.     | Denny Morrison      | Kanada      | 4:04,25     |
| 4.     | Arjen van der Kieft | Nizozemsko  | 4:05,14     |
| 5.     | Matteo Anesi        | Itálie      | 4:06,18     |
| 6.     | Jo Sang-jop         | Jižní Korea | 4:08,13     |
| 7.     | Paul Dyrud          | USA         | 4:08,29     |
| 8.     | Alexej Beljajev     | Kazachstán  | 4:09,55     |
| 9.     | Dustin Johnston     | Kanada      | 4:10,05     |
| 10.    | Konrad Niedźwiedzki | Polsko      | 4:10,42     |

| Pořadí | Jméno               | Země        | Celkový čas |
| ------ | ------------------- | ----------- | ----------- |
| 1.     | Dustin Johnston     | Kanada      | 2:02,56     |
| 2.     | Konrad Niedźwiedzki | Polsko      | 2:02,84     |
| 3.     | Justin Warsylewicz  | Kanada      | 2:02,87     |
| 4.     | Jasujuki Iijama     | Japonsko    | 2:02,92     |
| 5.     | Jo Sang-jop         | Jižní Korea | 2:03,30     |
| 6.     | Denny Morrison      | Kanada      | 2:03,77     |
| 7.     | Frank Steiner       | Německo     | 2:04,40     |
| 8.     | Alexej Žigin        | Kazachstán  | 2:04,59     |
| 9.     | Matteo Anesi        | Itálie      | 2:04,78     |
| 10.    | I Čin-wu            | Jižní Korea | 2:04,96     |

| Pořadí | Jméno               | Země        | Celkový čas |
| ------ | ------------------- | ----------- | ----------- |
| 1.     | Arjen van der Kieft | Nizozemsko  | 7:18,56     |
| 2.     | Paul Dyrud          | USA         | 7:25,55     |
| 3.     | Vitalij Michajlov   | Bělorusko   | 7:25,96     |
| 4.     | Sven Kramer         | Nizozemsko  | 7:26,15     |
| 5.     | Ťin Sin             | Čína        | 7:26,85     |
| 6.     | Alexej Beljajev     | Kazachstán  | 7:27,01     |
| 7.     | Justin Warsylewicz  | Kanada      | 7:28,32     |
| 8.     | Alexej Žigin        | Kazachstán  | 7:32,15     |
| 9.     | I Čin-wu            | Jižní Korea | 7:32,42     |
| 10.    | Jacob van der Heide | Nizozemsko  | 7:32,94     |

### Celkové výsledky víceboje
- Závodu se zúčastnilo 44 závodníků.

| Pořadí           | Jméno               | Země        | 500 m       | 3 000 m       | 1 500 m       | 5 000 m       | Počet bodů |
| Zlatá medaile    | Justin Warsylewicz  | Kanada      | 38,97 (14.) | 4:02,18 (1.)  | 2:02,87 (3.)  | 7:28,32 (7.)  | 165,121    |
| Stříbrná medaile | Sven Kramer         | Nizozemsko  | 38,89 (13.) | 4:03,77 (2.)  | 2:05,52 (11.) | 7:26,15 (4.)  | 165,973    |
| Bronzová medaile | Jo Sang-jop         | Jižní Korea | 38,50 (7.)  | 4:08,13 (6.)  | 2:03,30 (5.)  | 7:34,97 (11.) | 166,452    |
| 4.               | Denny Morrison      | Kanada      | 38,57 (8.)  | 4:04,25 (3.)  | 2:03,77 (6.)  | 7:40,62 (18.) | 166,596    |
| 5.               | I Čin-wu            | Jižní Korea | 38,38 (3.)  | 4:10,65 (12.) | 2:04,96 (10.) | 7:32,42 (9.)  | 167,050    |
| 6.               | Arjen van der Kieft | Nizozemsko  | 40,59 (37.) | 4:05,14 (4.)  | 2:06,65 (16.) | 7:18,56 (1.)  | 167,518    |
| 7.               | Frank Steiner       | Německo     | 38,58 (9.)  | 4:11,49 (14.) | 2:04,40 (7.)  | 7:36,83 (14.) | 167,644    |
| 8.               | Ťin Sin             | Čína        | 39,62 (25.) | 4:10,52 (11.) | 2:05,56 (13.) | 7:26,85 (5.)  | 167,911    |
| 9.               | Alexej Beljajev     | Kazachstán  | 39,86 (30.) | 4:09,55 (8.)  | 2:05,52 (11.) | 7:27,01 (6.)  | 167,992    |
| 10.              | Paul Dyrud          | USA         | 39,44 (21.) | 4:08,29 (7.)  | 2:08,02 (17.) | 7:25,55 (2.)  | 168,049    |

### Stíhací závod družstev
- Závodu se zúčastnilo 13 týmů.

| Pořadí           | Jméno                                                               | Celkový čas |
| ---------------- | ------------------------------------------------------------------- | ----------- |
| Zlatá medaile    | Jižní Korea I Čin-wu, I Čong-wu, Jo Sang-jop                        | 4:08,26     |
| Stříbrná medaile | Kanada Denny Morrison, François-Olivier Roberge, Justin Warsylewicz | 4:09,62     |
| Bronzová medaile | Japonsko Jasujuki Iijama, Juja Sakai, Kacunori Sato                 | 4:12,30     |
| 4.               | Rusko Pavel Bachajev, Anton Kašin, Alexej Junin                     | 4:14,06     |
| 5.               | Německo Florian Deckert, Denny Morawiak, Frank Steiner              | 4:14,78     |
| 6.               | Polsko Piotr Bluj, Robert Kustra, Konrad Niedźwiedzki               | 4:15,68     |
| 7.               | Čína Wang Čchun-jao, Ťin Sin, Čcheng Jüe                            | 4:16,60     |
| 8.               | USA Mike Blumel, Paul Dyrud, Tyler Goff                             | 4:18,99     |
| 9.               | Itálie Matteo Anesi, Alessandro Magnabosco, Luca Stefani            | 4:19,16     |
| 10.              | Kazachstán Dmitrij Babenko, Alexej Beljajev, Alexej Žigin           | 4:22,57     |

## Dívky
| Pořadí | Jméno                 | Země        | Celkový čas |
| ------ | --------------------- | ----------- | ----------- |
| 1.     | Shannon Rempelová     | Kanada      | 41,10       |
| 2.     | Maki Cudžiová         | Japonsko    | 41,47       |
| 3.     | I Sang-hwa            | Jižní Korea | 41,55       |
| 4.     | Jekatěrina Lobyševová | Rusko       | 42,07       |
| 5.     | Jekatěrina Šichovová  | Rusko       | 42,14       |
| 6.     | Eriko Išinová         | Japonsko    | 42,26       |
| 6.     | Annette Gerritsenová  | Nizozemsko  | 42,26       |
| 8.     | Čchen Č'tchung        | Čína        | 42,32       |
| 9.     | Bianca Anghelová      | Rumunsko    | 42,44       |
| 10.    | Brittany Schusslerová | Kanada      | 42,48       |
|        |                       |             |             |
| 36.    | Martina Sáblíková     | Česko       | 1:06,86*    |

| Pořadí | Jméno                 | Země        | Celkový čas |
| ------ | --------------------- | ----------- | ----------- |
| 1.     | Eriko Išinová         | Japonsko    | 2:07,84     |
| 2.     | Ireen Wüstová         | Nizozemsko  | 2:08,60     |
| 3.     | Shannon Rempelová     | Kanada      | 2:08,93     |
| 4.     | Maria Lambová         | USA         | 2:10,63     |
| 5.     | Brittany Schusslerová | Kanada      | 2:11,01     |
| 6.     | Jorien Voorhuisová    | Nizozemsko  | 2:11,24     |
| 7.     | I Ču-jon              | Jižní Korea | 2:11,33     |
| 8.     | Mika Onoderaová       | Japonsko    | 2:11,56     |
| 9.     | Bianca Anghelová      | Rumunsko    | 2:11,88     |
| 10.    | Maki Cudžiová         | Japonsko    | 2:12,51     |
|        |                       |             |             |
| 17.    | Martina Sáblíková     | Česko       | 2:16,24     |

| Pořadí | Jméno                 | Země        | Celkový čas |
| ------ | --------------------- | ----------- | ----------- |
| 1.     | Shannon Rempelová     | Kanada      | 1:21,64     |
| 2.     | Ireen Wüstová         | Nizozemsko  | 1:21,86     |
| 3.     | Eriko Išinová         | Japonsko    | 1:22,10     |
| 4.     | Bianca Anghelová      | Rumunsko    | 1:22,94     |
| 5.     | Maki Cudžiová         | Japonsko    | 1:22,98     |
| 6.     | Jekatěrina Lobyševová | Rusko       | 1:23,10     |
| 7.     | Sü Ťin-ťin            | Čína        | 1:23,70     |
| 8.     | Annette Gerritsenová  | Nizozemsko  | 1:23,73     |
| 9.     | Maria Lambová         | USA         | 1:23,75     |
| 10.    | I Sang-hwa            | Jižní Korea | 1:23,79     |
|        |                       |             |             |
| 23.    | Martina Sáblíková     | Česko       | 1:26,98     |

| Pořadí | Jméno              | Země        | Celkový čas |
| ------ | ------------------ | ----------- | ----------- |
| 1.     | Eriko Išinová      | Japonsko    | 4:20,39     |
| 2.     | Ireen Wüstová      | Nizozemsko  | 4:20,93     |
| 3.     | Maria Lambová      | USA         | 4:26,69     |
| 4.     | Jorien Voorhuisová | Nizozemsko  | 4:28,66     |
| 5.     | Martina Sáblíková  | Česko       | 4:29,21     |
| 6.     | Mika Onoderaová    | Japonsko    | 4:29,77     |
| 7.     | Shannon Rempelová  | Kanada      | 4:30,01     |
| 8.     | I Ču-jon           | Jižní Korea | 4:31,11     |
| 9.     | Maggie Crowleyová  | USA         | 4:32,37     |
| 10.    | Maren Haugliová    | Norsko      | 4:33,24     |

### Celkové výsledky víceboje
- Závodu se zúčastnilo 36 závodnic.

| Pořadí           | Jméno                 | Země        | 500 m          | 1 500 m       | 1 000 m       | 3 000 m       | Počet bodů |
| Zlatá medaile    | Eriko Išinová         | Japonsko    | 42,26 (6.)     | 2:07,84 (1.)  | 1:22,10 (3.)  | 4:20,39 (1.)  | 169,321    |
| Stříbrná medaile | Ireen Wüstová         | Nizozemsko  | 42,53 (11.)    | 2:08,60 (2.)  | 1:21,86 (2.)  | 4:20,93 (2.)  | 169,814    |
| Bronzová medaile | Shannon Rempelová     | Kanada      | 41,10 (1.)     | 2:08,93 (3.)  | 1:21,64 (1.)  | 4:30,01 (7.)  | 169,897    |
| 4.               | Maria Lambová         | USA         | 42,66 (12.)    | 2:10,63 (4.)  | 1:23,75 (9.)  | 4:26,69 (3.)  | 172,526    |
| 5.               | Bianca Anghelová      | Rumunsko    | 42,44 (9.)     | 2:11,88 (9.)  | 1:22,94 (4.)  | 4:34,37 (13.) | 173,598    |
| 6.               | Maki Cudžiová         | Japonsko    | 41,47 (2.)     | 2:12,51 (10.) | 1:22,98 (5.)  | 4:40,39 (18.) | 173,861    |
| 7.               | Jekatěrina Lobyševová | Rusko       | 42,07 (4.)     | 2:13,04 (11.) | 1:23,10 (6.)  | 4:36,16 (14.) | 173,992    |
| 8.               | Jorien Voorhuisová    | Nizozemsko  | 43,43 (21.)    | 2:11,24 (6.)  | 1:24,32 (13.) | 4:28,66 (4.)  | 174,112    |
| 9.               | I Ču-jon              | Jižní Korea | 43,19 (16.)    | 2:11,33 (7.)  | 1:24,31 (12.) | 4:31,11 (8.)  | 174,306    |
| 10.              | Brittany Schusslerová | Kanada      | 42,48 (10.)    | 2:11,01 (5.)  | 1:24,03 (11.) | 4:39,16 (17.) | 174,691    |
|                  |                       |             |                |               |               |               |            |
| 23.              | Martina Sáblíková     | Česko       | 1:06,86* (36.) | 2:16,24 (17.) | 1:26,98 (23.) | 4:29,21 (5.)  | 200,631    |

* pád

### Stíhací závod družstev
- Závodu se zúčastnilo 7 týmů.

| Pořadí           | Jméno                                                                    | Celkový čas |
| ---------------- | ------------------------------------------------------------------------ | ----------- |
| Zlatá medaile    | Nizozemsko Tessa van Dijková, Annette Gerritsenová, Jorien Voorhuisová   | 3:22,69     |
| Stříbrná medaile | Japonsko Eriko Išinová, Mika Onoderaová, Maki Cudžiová                   | 3:22,97     |
| Bronzová medaile | Kanada Marilou Asselinová, Shannon Rempelová, Brittany Schusslerová      | 3:23,83     |
| 4.               | USA Maggie Crowleyová, Maria Lambová, Anna Ringsredová                   | 3:27,92     |
| 5.               | Rusko Jekatěrina Lobyševová, Jekatěrina Malyševová, Jekatěrina Šichovová | 3:36,00     |
| 6.               | Jižní Korea I Po-ra, I Ču-jon, I Sang-hwa                                | 3:36,02     |
| 7.               | Čína Li Tan, Sü Ťin-ťin, Čchen Č'tchung                                  | 3:41,76     |